# Pure Reason Revolution
Pure Reason Revolution ist eine englische Progressive-Rock-Band. Sie spielte u. a. im Vorprogramm von Blackfield und Porcupine Tree.

## Geschichte
Im Jahre 2003 gründete Jon Courtney zusammen mit seinem Bruder Andrew, Chloe Alper, John Dobson und Gregory Jong die Band Pure Reason Revolution an der Westminster University in London. Mit Ausnahme von Jong hatten sie zuvor schon in der Band Sunset Sound zusammen gespielt.
Nach vielen Proben und dem Schreiben von Liedern erschien 2004 die erste Single „Apprentice of the Universe“. Sie schafft es unter die Top 20 der Alternative-Charts und auf Platz 74 der Single-Charts.
Ende 2004 und Anfang 2005 erschienen auf ihrem eigenen Label Holograph zwei weitere Singles, „Bright Ambassadors of Morning“ und „Intention Craft“, und eine EP, „Cautionary Tales for the Brave“. Letztere wurde lediglich veröffentlicht, weil die Band nicht rechtzeitig die Aufnahmen für ihr geplantes Debütalbum fertigstellen konnte.
Im Frühjahr 2005 spielten Pure Reason Revolution auf einigen Festivals in den USA und in England als Vorprogramm von Mew, Hope of the States und Oceansize. Gregory Jong stieg anschließend aus der Band aus und wurde durch Jamie Willcox ersetzt. Am 10. April 2005 wurde das Debütalbum „The Dark Third“ veröffentlicht, das bei Kritikern allgemein höchste Anerkennung fand.
2006 stieg Andrew Courtney aus der Band aus und wurde durch Paul Glover ersetzt. Pure Reason Revolution spielten im Folgenden häufig als Vorgruppe von Blackfield, unter anderem während deren Europa-Tournee.
Ab März 2009 bestand die Band noch aus Jon Courtney, Chloe Alper, Jamie Willcox und Paul Glover. Das zweite Album „Amor Vincit Omnia“ wurde am 6. März 2009 auf dem Label Superball Music veröffentlicht. Ein drittes Album („Hammer and Anvil“) erschien am 15. Oktober 2010.
Am 9. August 2011 gab die Band bekannt, dass sie sich nach einer letzten UK-Tour im November 2011 auflöst. Als Grund gaben die Mitglieder veränderte persönliche Umstände an.
Im Oktober 2018 wurde bekannt, dass die Band im Juni 2019 erstmals nach ihrer Trennung auf dem Midsummer Prog Festival in Valkenburg aan de Geul auftreten wird. Greg Jong ist seit der EP Cautionary Tales for the Brave wieder ein volles Mitglied der Band.

## Bandname
Als ein Name für die Band gesucht wurde, beschäftigte sich Jon Courtney gerade mit verschiedenen Philosophen wie Kant und Nietzsche. Der Name Pure Reason Revolution, auf Deutsch Revolution der reinen Vernunft, leitet sich von Kants Kritik der reinen Vernunft ab.

## Stil
Ihre Musik zeichnet sich durch die Vermischung von Rockmusik und Ambient-Klängen aus. Die Tracks können, wie im Progressive Rock üblich, Längen von bis zu 12 Minuten erreichen.

## Diskografie

### Singles
- Apprentice of the Universe (2004)
- The Bright Ambassadors of Morning (2005)
- The Intention Craft (2005)
- Victorious Cupid (2007)
- Eupnea (2020)
- New Kind of Evil (2022)

### EPs
- Cautionary Tales for the Brave (2005)
- Valour (2011)

### LPs
- The Dark Third (2006)
- Amor Vincit Omnia (2009)
- Hammer and Anvil (2010)
- Eupnea (2020)
- Above Cirrus (2022)
- Coming Up To Consciousness (2024)

### Live-Alben
- Live at Nearfest 2007 (2008)